# Marco Bonamico
Pour les articles homonymes, voir Bonamico.
Marco Bonamico, né le 18 janvier 1957 à Gênes (Ligurie) et mort le 4 août 2025 à Bologne (Émilie-Romagne), est un joueur italien de basket-ball, évoluant entre 1975 et 1995 au poste d'ailier fort.

## Biographie
Marco Bonamico est un membre clé de l'équipe nationale italienne dirigée par Sandro Gamba qui obtient la médaille d'argent aux Jeux olympiques de Moscou en 1980 et qui est sacrée championne d'Europe à Nantes en 1983. 151 fois retenu en équipe nationale, son club principal est la Virtus Bologne avec laquelle il obtient deux titres nationaux, mais il joue aussi à la Fortitudo Bologne, Sienne, Milan, Forlì et Udine. Adroit, il profite de l'introduction de la ligne à trois-points en 1984 pour développer son aptitude à scorer à longue distance.

## Palmarès
- Finaliste des Jeux olympiques 1980
- Champion d'Europe 1983
- Champion d'Italie 1976, 1984 (Virtus Bologne)
- Vainqueur de la coupe d'Italie 1984, 1989 (Virtus Bologne)